# Joseph Kirkland (Politiker)

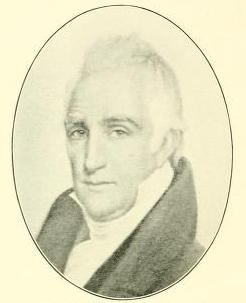
Joseph Kirkland

Joseph Kirkland (* 18. Januar 1770 in Newent Society (heute Teil von Lisbon), Colony of Connecticut; † 26. Januar 1844 in Utica, New York) war ein US-amerikanischer Jurist und Politiker. Zwischen 1821 und 1823 vertrat er den Bundesstaat New York im US-Repräsentantenhaus.

## Werdegang
Joseph Kirkland wurde ungefähr fünf Jahre vor dem Ausbruch des Unabhängigkeitskrieges in Newent Society (damals Teil von Norwich) geboren. 1790 graduierte er am Yale College. Er studierte Jura. Seine Zulassung als Anwalt erhielt er 1794 und begann dann in New Hartford im Oneida County zu praktizieren. Er saß in den Jahren 1804 und 1805 in der New York State Assembly. 1813 zog er nach Utica. Kirkland war zwischen 1813 und 1816 Bezirksstaatsanwalt im fünften Distrikt von New York. Er saß in den Jahren 1818, 1820, 1821 und 1825 in der New York State Assembly. Politisch gehörte er der Föderalistischen Partei an.
Bei den Kongresswahlen des Jahres 1820 für den 17. Kongress wurde Kirkland im 16. Wahlbezirk von New York in das US-Repräsentantenhaus in Washington, D.C. gewählt, wo er am 4. März 1821 die Nachfolge von Henry R. Storrs antrat. Er schied nach dem 3. März 1823 aus dem Kongress aus.
Nach seiner Kongresszeit ging er wieder seiner Tätigkeit als Anwalt nach. Zwischen 1832 und 1836 war er Bürgermeister in Utica. Am 26. Januar 1844 verstarb er dort und wurde dann auf dem Forest Hill Cemetery beigesetzt.